# Свети Андрей (крепост)
Вижте пояснителната страница за други значения на Свети Андрей.
„Свети Андрей“ (на гръцки: Κάστρο του Αγίου Αντρέα) e османско военно укрепление от първостепенна важност на входа на Амбракийския залив, край Превеза.
Крепостта заменя разрушената от венецианците крепост Бука. Изграждането му преминава три фази в периода 1701-1808 години. 
Веднага след края на т.нар. Голяма турска война, османците издигат набързо военно укрепление на 1 km от старата и взривена крепост Бука. През 1718 г., по силата Пожаревацкия договор крепостта преминава в ръцете на Венецианската република. Венецианците го доизграждат и доукрепяват в периода 1718-1797 години, след което е отново в османски ръце. Али паша Янински, посредством архитекта Петър Корчански го реконструира и разширява с оглед развитието на съвременното военно дело в 1807-1808 г.

## Етимология
Али паша обръща съществуващата вътре католическа черква в джамия, а досами нея издига православна църква посветена на Свети Андрей. По това време Руската империя и Османската империя са съюзени срещу Наполеон Бонапарт и създават на бившите венециански йонийски острови - Република на седемте острова.